# Muhammad Salim wuld al-Baszir
Muhammad Salim wuld al-Baszir (arab. ‏محمد سالم ولد البشير‎, fr. Mohamed Salem Ould Béchir; ur. 17 grudnia 1962 w Ujun al-Atrus) – mauretański polityk, menedżer i inżynier, od 2013 do 2016 minister w różnych resortach, premier Mauretanii od 29 października 2018 do 5 sierpnia 2019.

## Życiorys
Z zawodu inżynier, specjalizował się w robotach przemysłowych i elektromechanice. Ukończył także kurs z ekonomii i polityki energetycznej. Od 1986 pracuje dla państwowego przedsiębiorstwa wodno-elektrycznego SONELEC, w którym awansował na kolejne stanowiska kierownicze. Należy Unii na rzecz Republiki (fr. Union pour la République), jednak nigdy nie pełnił w niej żadnych funkcji. Od maja 2007 do września 2009 pełnił funkcję sekretarza stanu w różnych ministerstwach. W latach 2009–2013 kierował państwowym przedsiębiorstwem elektrycznym SOMELEC. Od września 2013 do stycznia 2015 kierował resortem hydrauliki i sanitacji, a następnie do 2016 – ministerstwem energii i paliw. Przeszedł później na funkcję dyrektora państwowej firmy przemysłowo-górniczej SNIM (Société nationale industrielle et minière). 29 października 2018 mianowany przez prezydenta szefem rządu po wygranej partii w wyborach parlamentarnych z września tego roku.